# Campeonato Sudamericano de Gimnasia Artística de 2011
El X Campeonato Sudamericano de Gimnasia Artística se celebró en la ciudad de Santiago (Chile), entre el 4 y el 8 de agosto de 2011, y fue organizado por la Confederación Sudamericana de Gimnasia (Consugi) y la Federación Deportiva de Gimnasia Chilena (Fedegichi). La sede donde se realizó cada una de las competencias fue el Gimnasio Chimkowe, ubicado en la comuna de Peñalolén. Participaron 79 gimnastas, pertenecientes a 14 equipos: siete masculinos (GAM) y siete femeninos (GAF). La final del evento fue transmitida por la señal de televisión local Canal 13.

## Programa
El programa dispuesto para la optimización de las prácticas y de la competencia fue el siguiente:
| Día         | Hora (UTC -04:00) | Actividad                                                                        |
| 3 de agosto |                   | Llegada de los presidentes técnicos de GAM y GAF, y del presidente de la Consugi |
| 4 de agosto |                   | Llegada de las delegaciones, entrega de la programación                          |
| 4 de agosto | 09:00–20:00       | Entrenamientos                                                                   |
| 5 de agosto | 09:00–20:00       | Entrenamientos                                                                   |
| 5 de agosto | 17:00–18:00       | Reunión de delegados                                                             |
| 5 de agosto | 18:00–19:00       | Reunión de jueces GAM y GAF                                                      |
| 6 de agosto | 10:00–14:00       | Concurso GAM, premiación                                                         |
| 6 de agosto | 15:00–19:00       | Concurso GAF, premiación                                                         |
| 7 de agosto | 10:00–14:00       | Concurso GAM y GAF, premiación                                                   |
| 8 de agosto |                   | Salida de delegaciones                                                           |

## Resultados
Los premiados al final del evento fueron:
Masculinos
| Evento    | Oro                         | Plata                     | Bronce                      |
| --------- | --------------------------- | ------------------------- | --------------------------- |
| Suelo     | Tomás González · Chile      | Diego Hypólito · Brasil   | Juan Pablo González · Chile |
| Salto     | Tomás González · Chile      | Diego Hypólito · Brasil   | Mosiah Rodrigues · Brasil   |
| Anillas   | Federico Molinari Argentina | Tomás González · Chile    | Danilo Nogueira · Brasil    |
| Paralelas | Jorge Giraldo · Colombia    | Tomás González · Chile    | Federico Molinari Argentina |
| Barra     | Jorge Giraldo · Colombia    | Mosiah Rodrigues · Brasil | Adickxon Trejo · Venezuela  |
| Arzones   | Mosiah Rodrigues · Brasil   | Yesid Peña · Colombia     | Pericles Silva · Brasil     |

Femenino
| Evento      | Oro                       | Plata                      | Bronce                      |
| ----------- | ------------------------- | -------------------------- | --------------------------- |
| Salto       | Adrian Nunez · Brasil     | Makarena Pinto · Chile     | Yarimar Medina · Venezuela  |
| Viga        | Adrian Nunez · Brasil     | Simona Castro · Chile      | Fany Briceño · Venezuela    |
| Asimétricas | Valeria Pereyra Argentina | Yurani Avendaño · Colombia | Viviana Vélez · Colombia    |
| Suelo       | Jessica Gil · Colombia    | Bruna Leal · Brasil        | Gabriela Henriques · Brasil |

All around
| Evento    | Oro                               | Plata                               | Bronce                             |
| --------- | --------------------------------- | ----------------------------------- | ---------------------------------- |
| Masculino | Tomás González · Chile · (88.850) | Jorge Giraldo · Colombia · (87.400) | Pericles Silva · Brasil · (86.400) |
| Femenino  | Adrian Nunez · Brasil             | Bruna Leal · Brasil                 | Valeria Pereyra Argentina          |

Equipos
| Evento    | Oro                | Plata                | Bronce            |
| --------- | ------------------ | -------------------- | ----------------- |
| Masculino | Brasil · (347,150) | Colombia · (337,600) | Chile · (336,950) |
| Femenino  | Brasil · (210,55)  | Argentina (207,25)   | Chile · (201,90)  |

## Medallero
| Núm. | País      | Oro | Plata | Bronce | Total |
| ---- | --------- | --- | ----- | ------ | ----- |
| 1    | Brasil    | 6   | 5     | 5      | 16    |
| 2    | Chile     | 3   | 4     | 3      | 10    |
| 3    | Colombia  | 3   | 4     | 1      | 8     |
| 4    | Argentina | 2   | 1     | 2      | 5     |
| 5    | Venezuela | 0   | 0     | 3      | 3     |